# Nikołaj Siemaszko
Nikołaj Aleksandrowicz Siemaszko (ros. Николай Александрович Семашко, ur. 2 września?/14 września 1874 w guberni orłowskiej, zm. 18 maja 1949 w Moskwie) – radziecki lekarz, działacz społeczny, ludowy komisarz zdrowia RFSRR w latach 1918–1930.

## Życiorys
W latach 1891–1895 studiował na Wydziale Medycznym Uniwersytetu Moskiewskiego, 1901 ukończył Wydziału Medyczny Uniwersytetu w Kazaniu, 1898 wstąpił do SDPRR. Działacz marksistowski, przyjaciel Lenina, 1895 aresztowany i skazany na zesłanie do guberni orłowskiej, od 1901 pracował jako lekarz w guberni orłowskiej i samarskiej. W 1905 aresztowany, 1906 wyemigrował do Szwajcarii i Francji, do 1910 był sekretarzem Biura Zagranicznego KC SDPRR. Od 14 listopada 1910 do 27 maja 1911 członek KC SDPRR i Biura Zagranicznego KC SDPRR, bolszewik, 1913 działacz socjaldemokratyczny w Serbii i Bułgarii. W 1914 internowany, we wrześniu 1917 wrócił do Rosji, w październiku 1917 był kierownikiem wydziału medyczno-sanitarnego Rady Moskiewskiej, od 11 lipca 1918 do 25 stycznia 1930 był ludowym komisarzem ochrony zdrowia RFSRR. Profesor higieny w Moskwie. Był również twórcą radzieckiej ochrony zdrowia i profilaktyki w tym kierunku. Był autorem około 250 prac z zakresu ochrony zdrowia.